# Scheck-Wechsel-Verfahren
Das Scheck-Wechsel-Verfahren (auch Wechsel-Scheck-Verfahren oder Umkehrwechsel) diente früher der Finanzierung von Handelsgeschäften durch den kombinierten Einsatz von Schecks und Wechseln beim Wareneinkauf.

## Ablauf
Das Scheck-Wechsel-Verfahren ermöglichte es einem Unternehmen, gleichzeitig Lieferantenkredit und Skonto in Anspruch zu nehmen, indem der Lieferant als Aussteller einen Wechsel auf den Käufer zog („Umkehrwechsel“), der ihn nach Querschreiben als Bezogener bei seiner Hausbank diskontierte. Mit dem gutgeschriebenen Wechselbetrag kann nun der ausgestellte Scheck vom Käufer eingelöst werden. Die Umkehrung bestand also darin, dass der Bezogene und nicht – wie sonst üblich – der Aussteller den Wechsel diskontierte.
Der Vorteil der Finanzierung über das Scheck-Wechsel-Verfahren gegenüber vielen anderen Kreditarten (z. B. einer Kontoüberziehung) lag in den günstigeren Finanzierungskosten des Diskontkredites. Kreditinstitute gewährten für einen Diskontkredit in der Regel günstigere Kreditzinsen, da für einen Wechsel bis zu dessen Einlösung neben dem Bezogenen (hier also der Käufer) auch der Aussteller (hier also der Verkäufer) haftete.

## Heutige Bedeutung
Das Eurosystem und damit auch die Deutsche Bundesbank haben die Rediskontierung von Wechseln im Dezember 1998 eingestellt, so dass den Kreditinstituten diese Refinanzierung für ihr Diskontgeschäft entfallen ist und sie den Diskontkredit abgeschafft haben. Wechsel sind seit Januar 2006 auch nicht mehr notenbankfähig, Wechselzahlungen kommen heute nur noch vereinzelt bei Nichtbanken vor. Auch der Scheck hat im Bankwesen seine einstige Bedeutung als Zahlungsmittel eingebüßt, wodurch das Scheck-Wechsel-Verfahren nicht mehr angewandt wird.
Um Skonto auszunutzen, muss der Käufer heute einen Kontokorrentkredit in Anspruch nehmen, der im Regelfall günstiger ist als der – dann nicht mehr notwendige – Lieferantenkredit.